# F4 objektum
Az F4 objektum (gyakran F/4 objektum, a köznyelvben Rákosi-bunker) korábban titkos atombunker Budapest belvárosa alatt. 39 méter mélységben helyezkedik el hozzávetőlegesen a Kossuth tér és a Szabadság tér között, elnyújtott H betű alakban. Közvetlenül kapcsolódik a Magyar Dolgozók Pártjának volt székházához, és 1966 óta a 2-es metróhoz, de az Országházhoz nem. A Rákosi Mátyás kommunista pártfőtitkár megrendelésére készült óvóhely metrós tübingekből (alagútfalazó elemekből) van kifalazva. Ma már hozzátartozik a 2-es metró építésének történetéhez.

## Története
Építésére 1951. december 28-án adott utasítást a Magyar Dolgozók Pártja Központi Vezetőség (MDP KV) Pártgazdasági Osztálya. A létesítmény célja Rákosi Mátyás és a Magyar Dolgozók Pártja KV-tagjai számára védelmet nyújtani egy esetleges atomtámadás esetén.

„Szigorúan titkos!
Feljegyzés
Tárgy: a földalatti vasút tömegóvóhelyként való felhasználása
A második világháború idején a moszkvai metrót jelentős mértékben használták fel tömegóvóhelyként. A szovjet tapasztalat felhasználásával az itt lévő Seljajev és Merkurov tanácsadó elvtársak segítségével dolgozzuk ki, hogy a földalatti vasút milyen mértékben legyen alkalmas légoltalmi célokra.
……
A levegő regenerálásának kérdését az arra kijelölt Műszaki Művek egyedül megoldani nem tudja. Külön bizottság foglalkozzék a széndioxidnak a levegőből való kivonásával. Foglalkozni kell az oxigénnel való ellátás kérdésével, mivel jelentős mennyiségű folyékony oxigént kell termelni, szállítani és tárolni. A Kelet-Németországban megrendelt oxigéngyártó berendezések egy részét át kell alakítani folyékony oxigén gyártására. A szállítás és tárolás céljaira speciális, nagyméretű, kettős falú tartályok készítendők. Ezekhez szükséges anyag- és gyártási kapacitás biztosítandó. A részkérdések kitárgyalására külön szakbizottságok alakítandók, a BM VI. Főosztálya irányítása alatt
Tóth Károly Ü.T. titkára helyett
Budapest, 1951. augusztus 16.”

–  Az Üzemgazdasági Tanács Titkárságának feljegyzése a budapesti metró tömegóvóhelyként való esetleges felhasználásáról.

A helyszínválasztás nem volt véletlen, közvetlenül a létesítmény fölött helyezkedett el a Magyar Dolgozók Pártjának Akadémia utcai pártközpontja (Akadémia-Zoltán-Steindl-Nádor utcai tömb, hivatalosan Akadémia utca 17.), a lejárat a székház egyik udvarán épült. A Magyar Televízió egykori székházától (Szabadság tér 17.) délre egy vészkijárat is épült, ez levegőztetőként is szolgál. A labirintusszerű objektumban külön tanácskozóterem van, ahol az ország vezetői az aktuális teendőket vitatták volna meg. Bár soha nem használták, a hetvenes évek közepéig készenlétben volt.
Nevét onnan kapta, hogy akkoriban a föld alatti munkahelyeket F-fel jelölték, mert nem volt külön postacímük és egyszerűbb volt kódnévhez kötni. A BKV F1-2-3-ról nem tud, az F5 és F6 pedig a 2-es és 3-as metróvonalon helyezkedik el.
A BKV gyorsvasúti igazgatósága 1981-ben vette át a bunker üzemeltetését, azóta hetente egyszer szellőztetik és víztelenítik. A szélesebb közönség ekkor szerzett csak tudomást arról, hogy a Szabadság tér alatt egy 3-as kategóriájú búvóhelyet építettek.
Dézsy Zoltán újságíró a Pincebörtön c. – 1992-ben forgatott és 1994 tavaszán a Magyar Televízióban bemutatott – vitatott hitelességű dokumentumfilmjében tárta fel a nyilvánosság előtt az óvóhelyet.
A bunkerrendszerről 2008-ban a 168 Óra hírportál készített riportfilmet Tiltott város Budapest alatt címmel.

## Leírása
Az F4 a metróhoz hasonló technológiai megoldásokkal készült (metróállomásra és alagútra hasonlít). Korábbi híresztelések szerint rabokkal építtették a bunkert, de a valóságban vidékről Budapestre szállított bányászok dolgoztak rajta, akik úgy tudták, hogy a 2-es metrót építik. Szintén korabeli legendák szerint az F4-nek közvetlen kapcsolata volt a Parlamenttel, de az építmény jelenlegi kezelője, a BKV az átvizsgáláskor nem talált erre utaló jeleket, bizonyítékokat.
A 2200 ember befogadására alkalmas 3500-3800 négyzetméter alapterületű, kétszintes objektum építését 1952. május 1-én kezdték el. Az építkezés a metró építésével egy időben, megszakításokkal folyt, néha csak állagmegóvási szinten, néha nagy anyagi és személyi ráfordítással. A Pártgazdasági Osztály előírása szerint 250 fő „aktív, magas nívójú szellemi munkát végző dolgozó” számára kellett megfelelő védelmet és zavartalan munkahelyet biztosítani egy esetleges háborús légitámadás során. 15 fő részére terveztek külön szobát, a többiek csoportos munkahelyre számíthattak. A maradék hat fő kiváltságos ellátásban részesült: személyzeti szobájukhoz városi telefon, külön mosdó, WC, fürdő, zuhanyozó járt. A külső kapcsolatokat géptávíró összeköttetés, valamint rádió adó-vevő készülékek biztosították volna. Az energiaellátás alaphelyzetben a városi hálózatból történt volna. Tartalékként egyenként 15 kilowattos Ganz-gyártmányú Diesel-generátor szolgált volna áramforrásként, illetve a metró vonalának kiépítése után a földalatti villamoshálózat. Mint az egész metró, az F4 létesítmény is méretezve volt elöntés ellen is (ami a Duna magas vízállása miatt alakulhatott ki), az elzáró kapuk típusai révén. A csatornázás több mint 50 db WC-vel van megoldva. A létesítményen belül ezek elvezetése gravitációs. A közműhálózatba az akna alatt kialakított, 2 méter mély zsompban lévő szivattyúk és kompresszorok emelik át a szennyvizet.
Az 1960-as évek elején a közelben lévő Nehézipari Minisztérium számára fejezték be, mint tömegóvóhelyet. Teljes befejezése 1962-1963 között történt, állami beruházásban, de az eredeti tervek csak részben valósultak meg. Építési költsége a mai árakon számolva kb. 6-8 milliárd Ft volt. (Ulrich Rudolf mérnök szerint (1994) 1953-ban, az első Nagy Imre kormány idején befejezték, majd az 1960-as évek elejétől folytatódott.)
A 2-es metró alagútjával 1973-ban kapcsolták össze. A metró a Deák Ferenc tér és Kossuth Lajos tér közötti alagútjából nyílik az egyik bejárat, ezt azonban csak a pályaszakasz áramtalanítása után lehet megközelíteni. 4000 köbméteres kapacitású levegőszűrő rendszerrel szerelték fel, amely a radioaktív por megszűrésére is alkalmas lett volna a szovjet gyártmányú, aktív szén tartalmú, harcigáz-szűrő doboknak köszönhetően. Emellett 150 köbméteres víztartállyal is felszerelték.

## Galéria az épületről

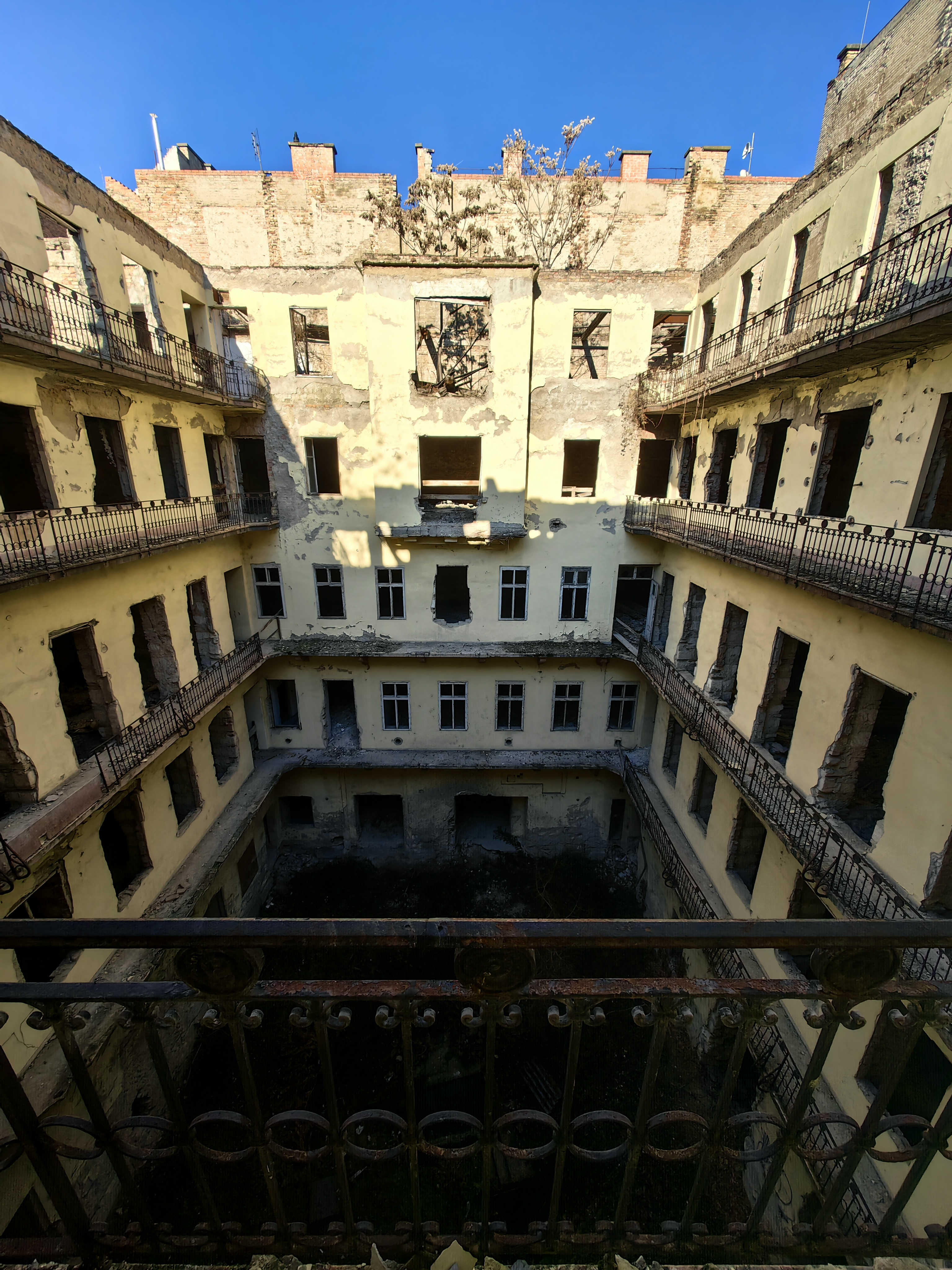
Steindl Imre utca 12.
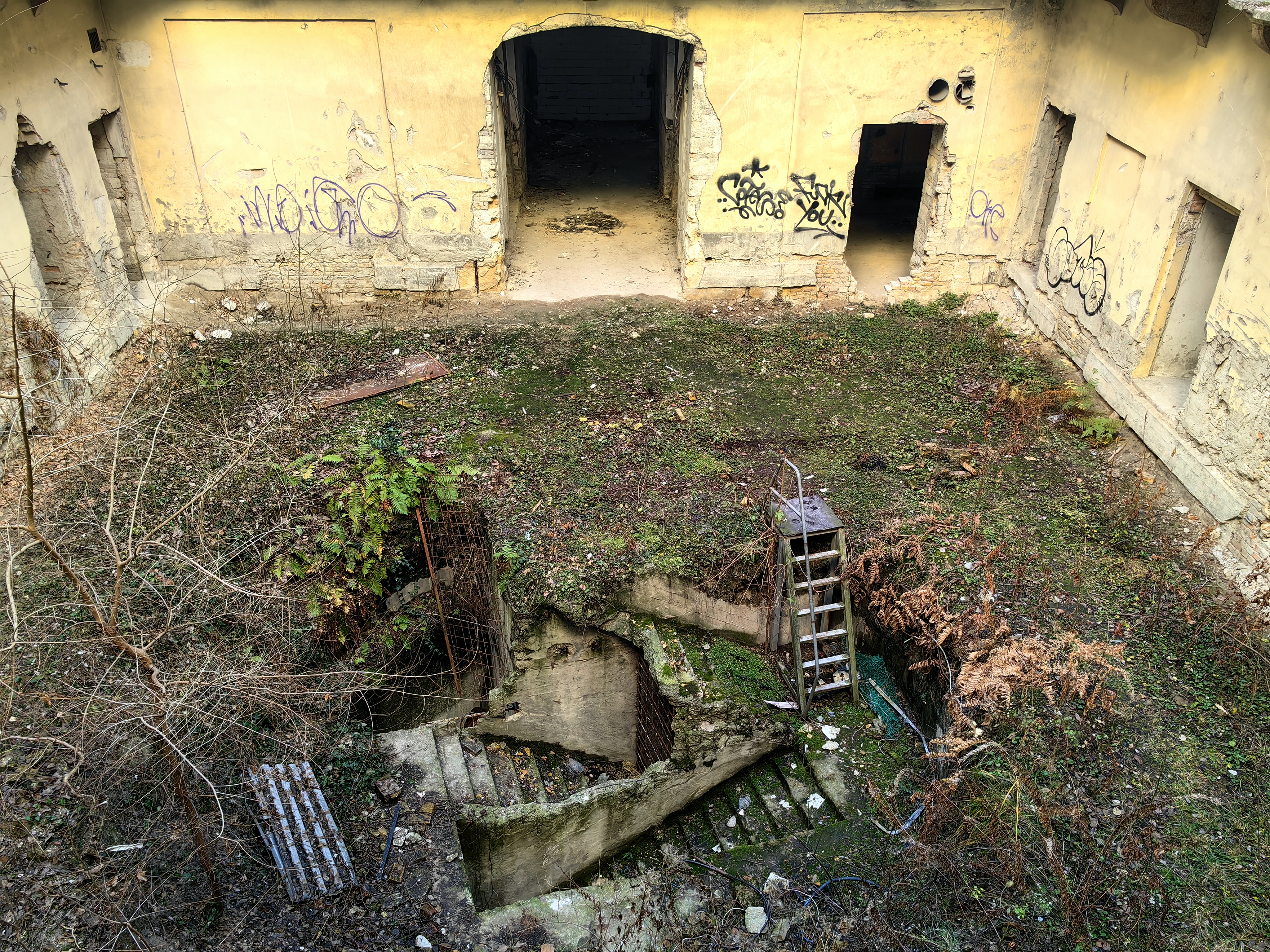
A bunker bejárata
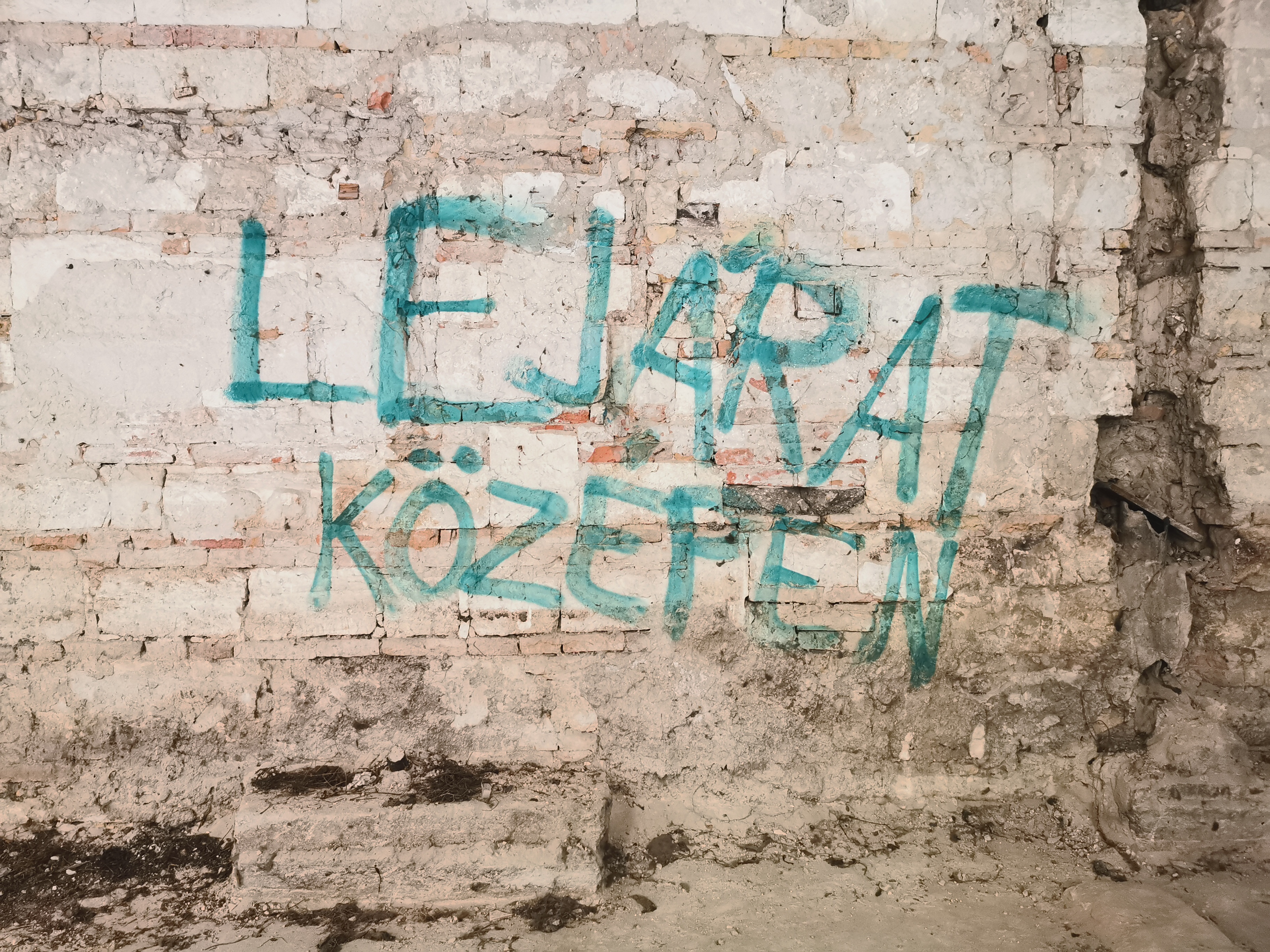
A bejáratra utaló falfirka
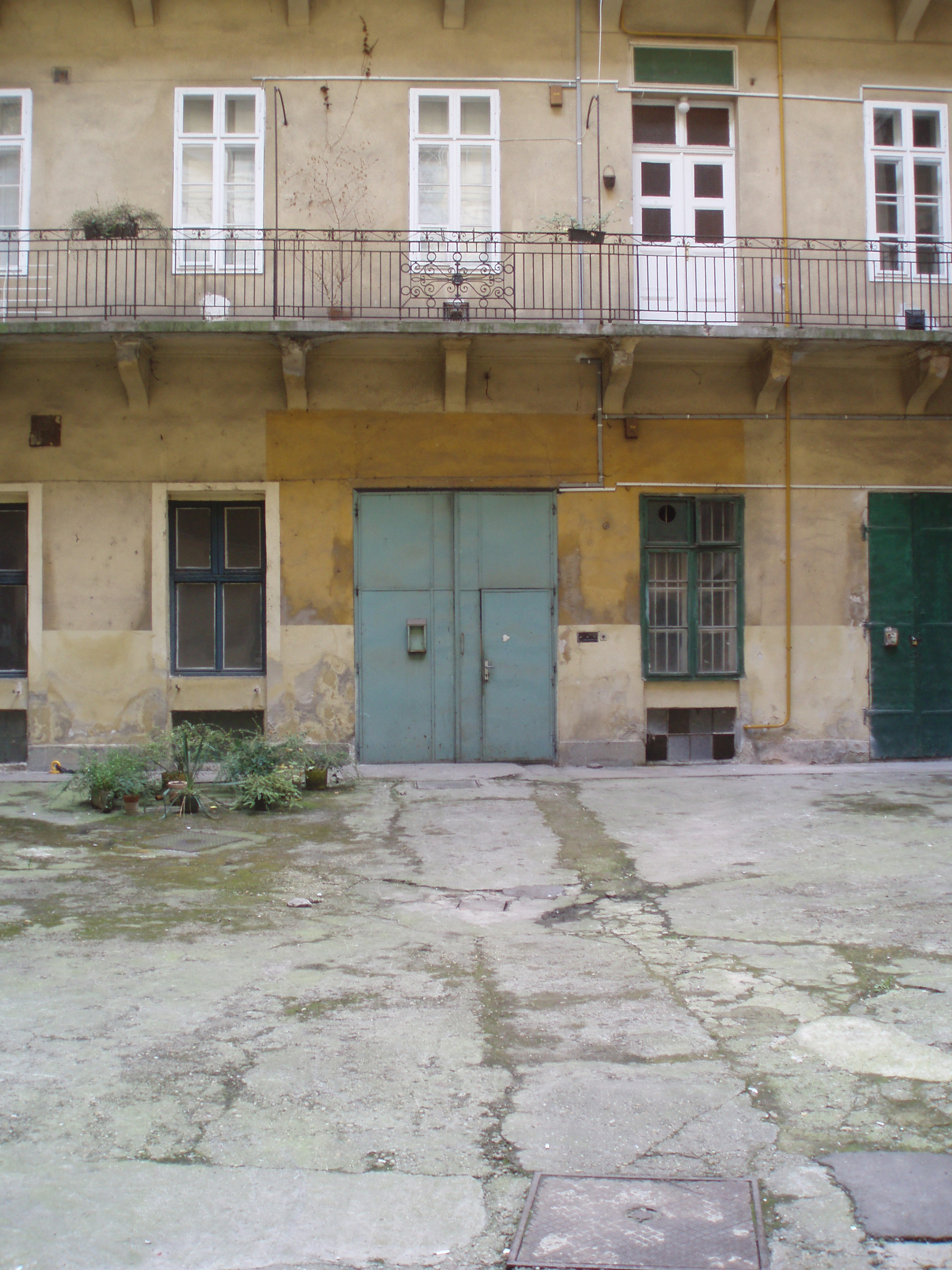
A szomszédos ház udvarából nyíló átjáró
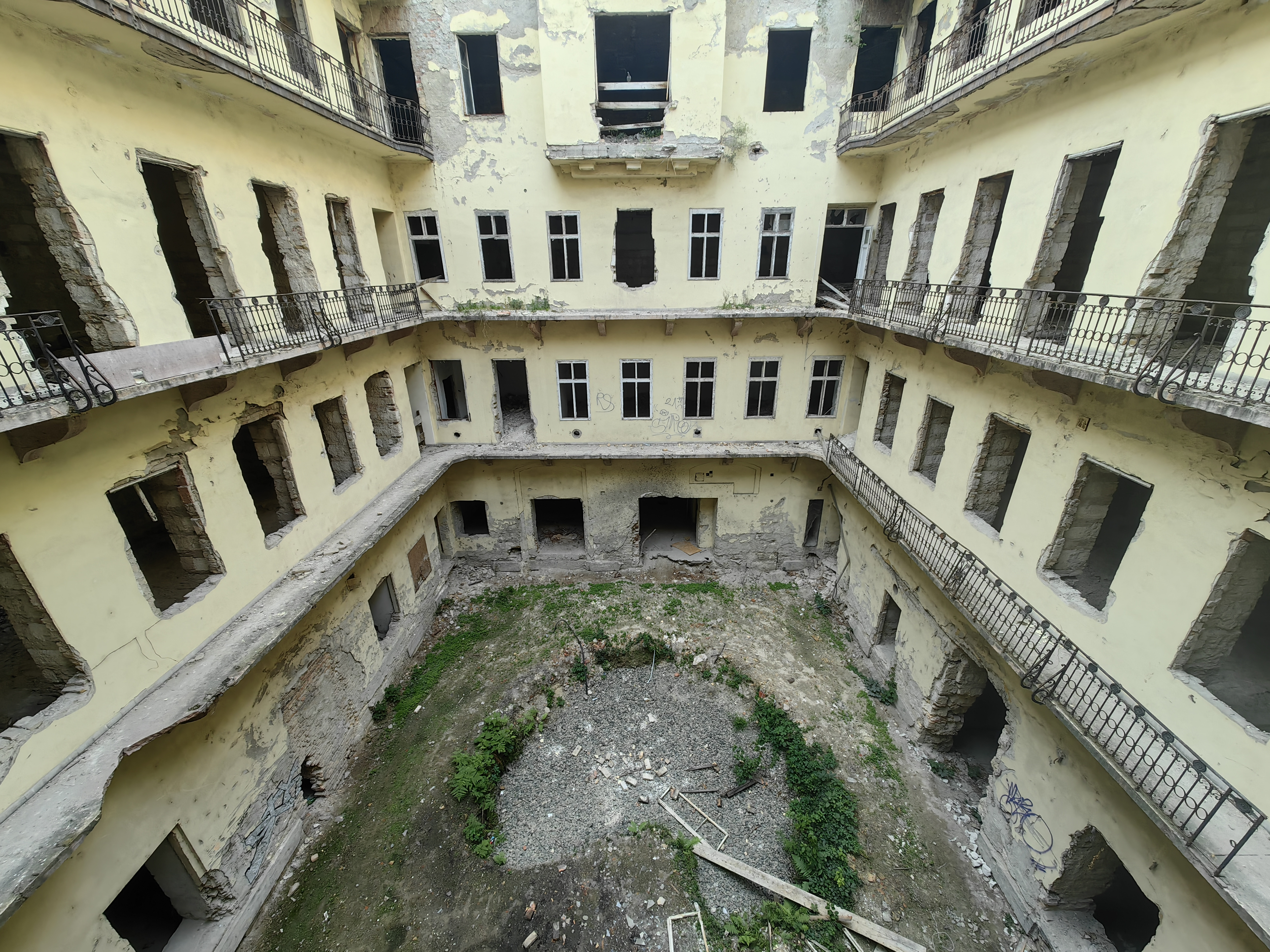
Betemetett bejárat

## Jelenlegi állapota
Állapota nagyon leromlott, ennek ellenére a szellőztető berendezések működnek, ezeket rendszeresen karban is tartják és hetente ellenőrzik. A többi berendezés, így a generátorok, a levegőszűrő berendezések már üzemképtelenek. A világítás hiányos. A korábbi bútorokat és berendezéseket már a hidegháború enyhülése idején elhordták. Amikor a BKV 1981-ben átvette az építményt, csak asztalokat és székeket találtak, ágyakat nem. Az átvétel után kitakarították a helyiségeket, azóta teljesen üres és kihasználatlanul áll. Jelenleg állami tulajdonban van, a BKV ellenőrzése alatt. A bunkert a BKV 1 százalékos tulajdonában lévő Nokia TrafiCom bérli, amely a cég belső távközlési szolgáltatásait végzi. A közlekedési vállalat azon dolgozik, hogy hasznosítsa az F4-et, de ennek feltétele, hogy csak kommunikációs célokra lehet használni.
A bunker lejárata egy lakatlan lipótvárosi klasszicista bérház (korábban az MDP pártközpontjának egyik épülete) belső udvarából nyílt (Steindl Imre u. 12.). Itt állt 2010-ig az a magas betonhenger, amelyből lifttel vagy lépcsőn lehetett lejutni az óvóhelyre. 283 lépcsőfok vezet le a mélybe, a 2013-ig üzemelő lift a maga idejében Európa leggyorsabb felvonója volt. Egy szomszédos ház (Zoltán u. 13.) udvarából nyíló vasajtón át lehetett bejutni ebbe az udvarba. Korábban stratégiailag szigorúan titkos polgári védelmi objektumnak minősült. A látogatását szigorúan szabályozták, a megtekintését titoktartási nyilatkozat aláírását követően engedélyezték. Évek óta tart a bérház átépítése, amelynek során lakásokat alakítanak ki benne, az óvóhely eredeti lejáratát pedig a kiváncsiskodók miatt 2024-ben betömték, illetve az áthelyezését tervezik.

## Galéria a bunkerről

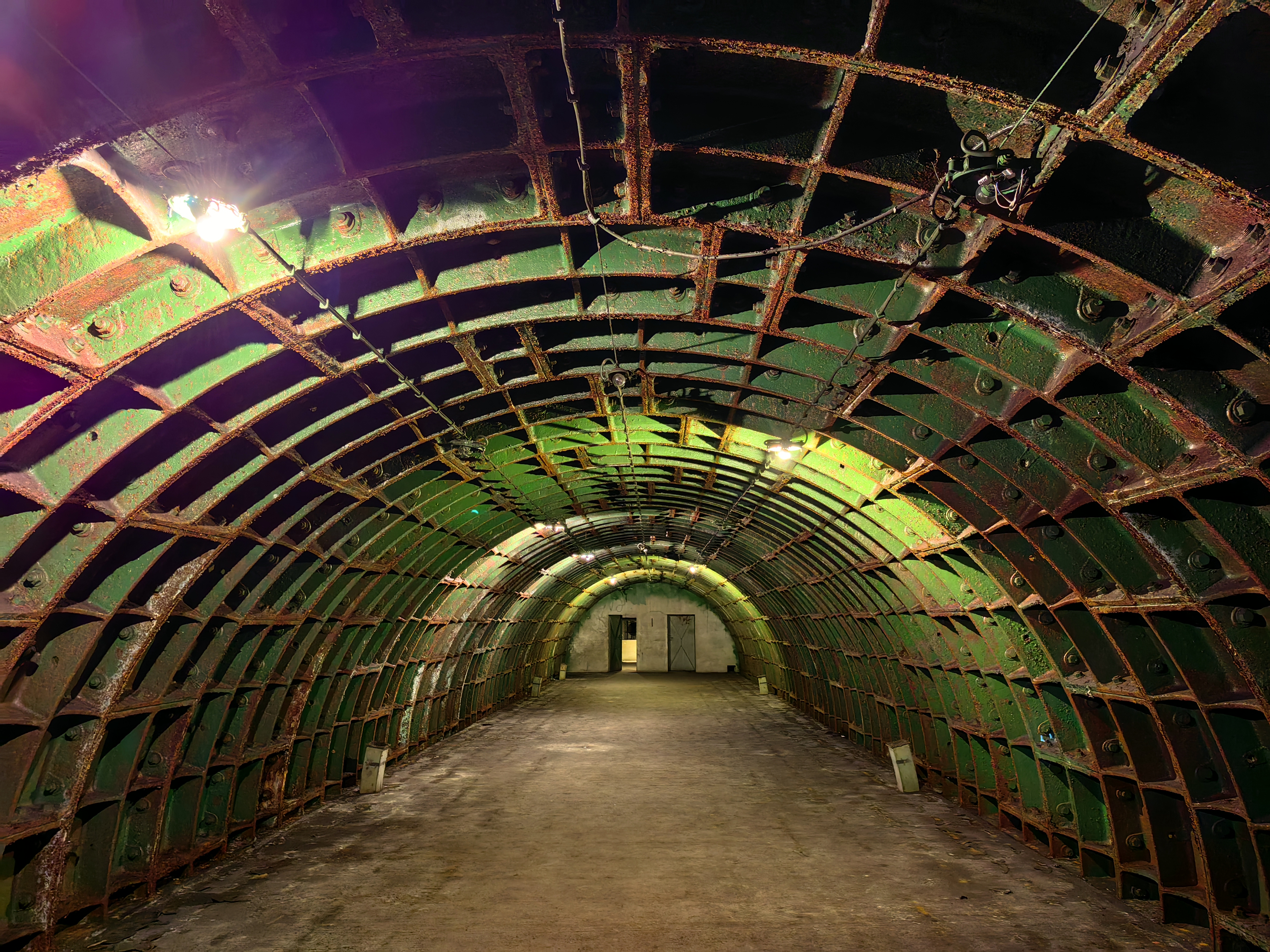
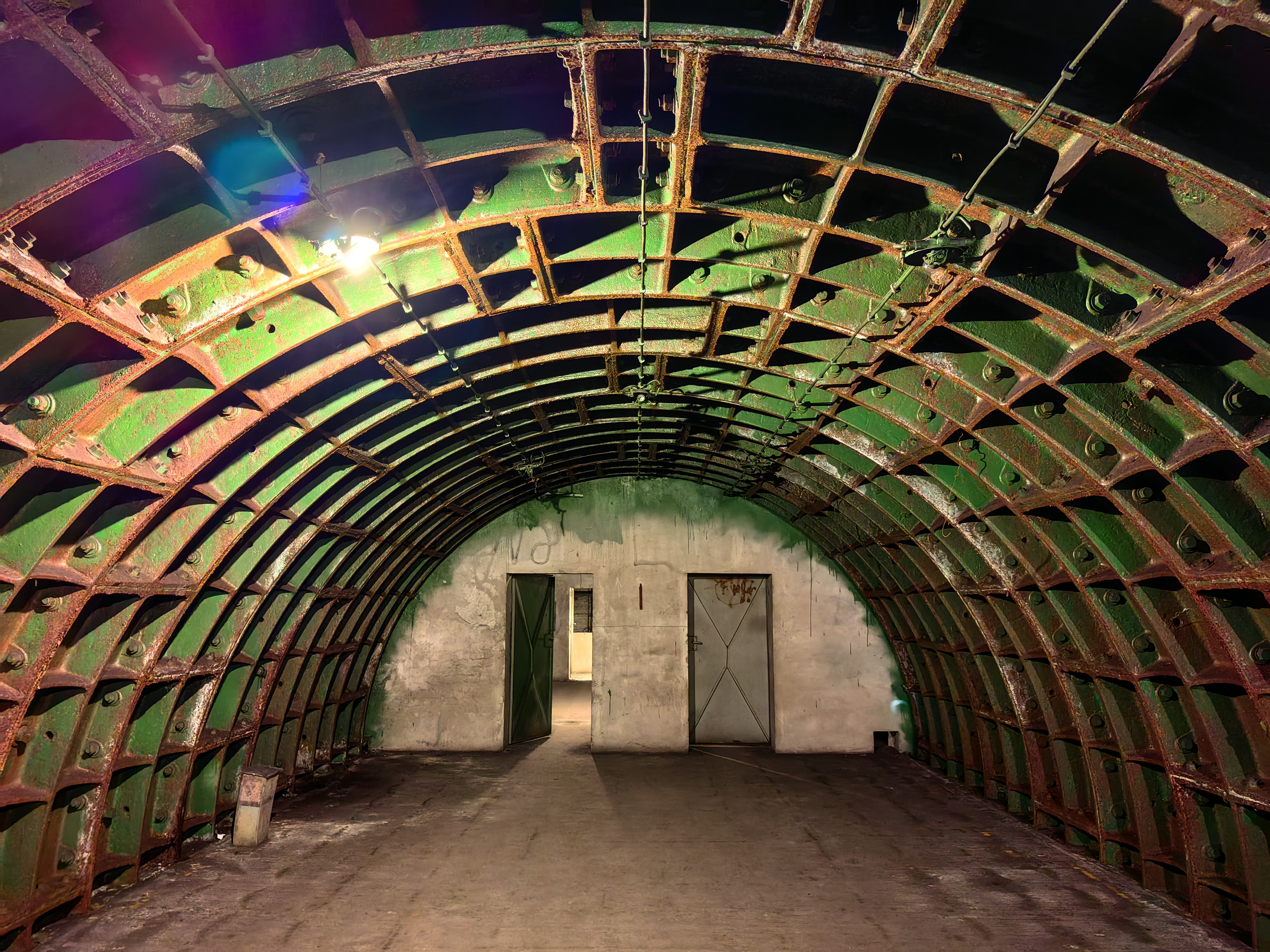
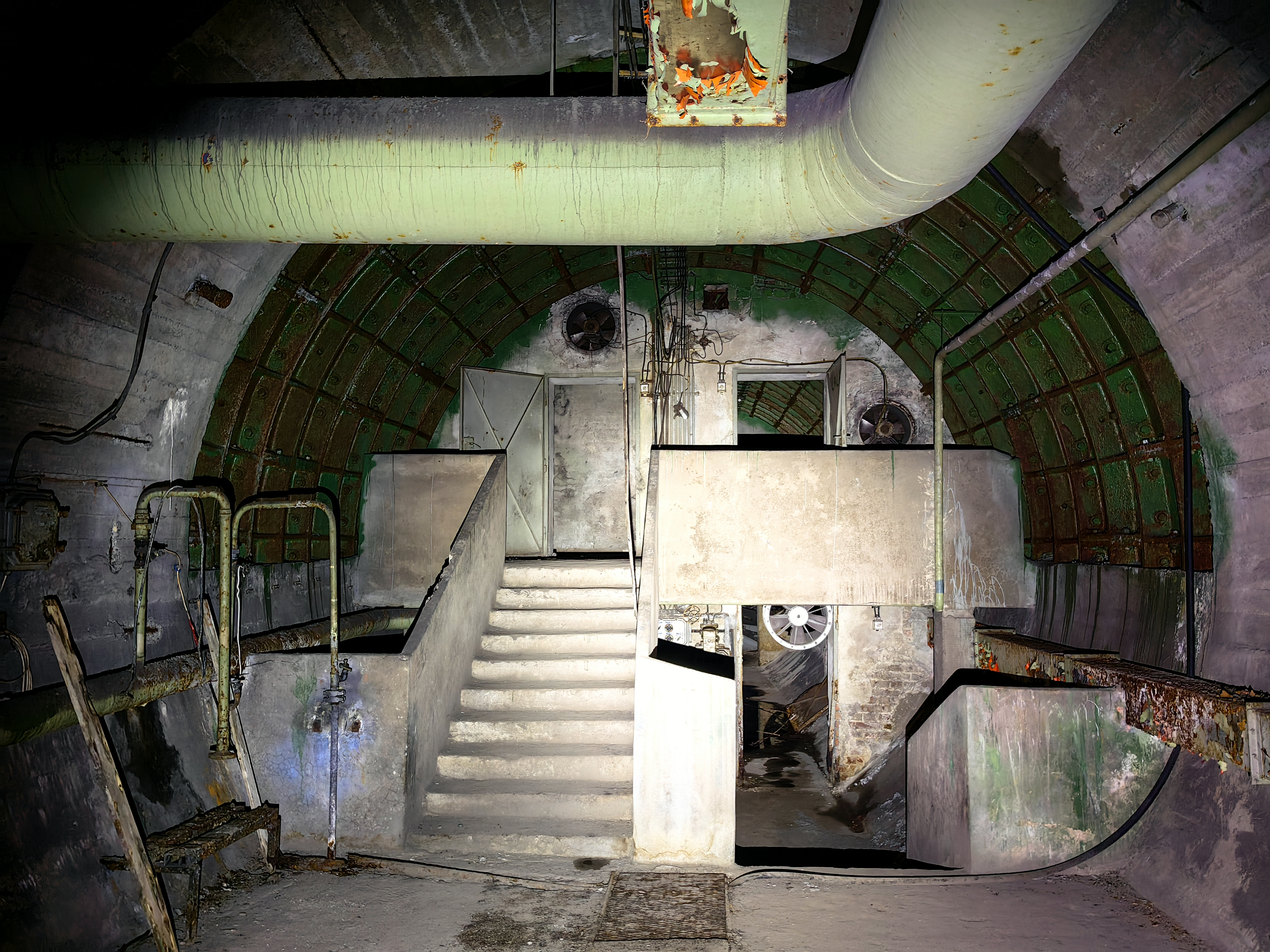
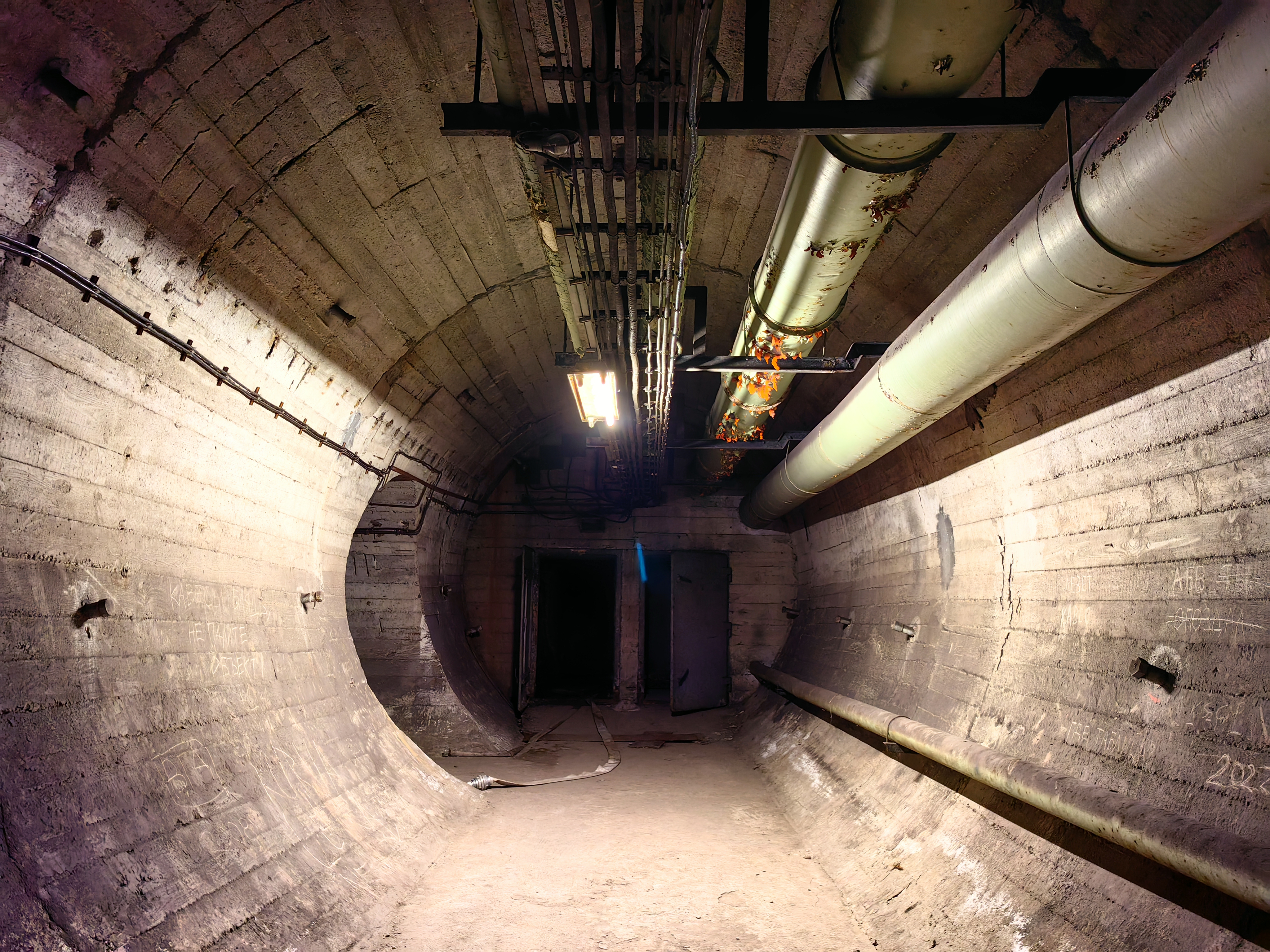
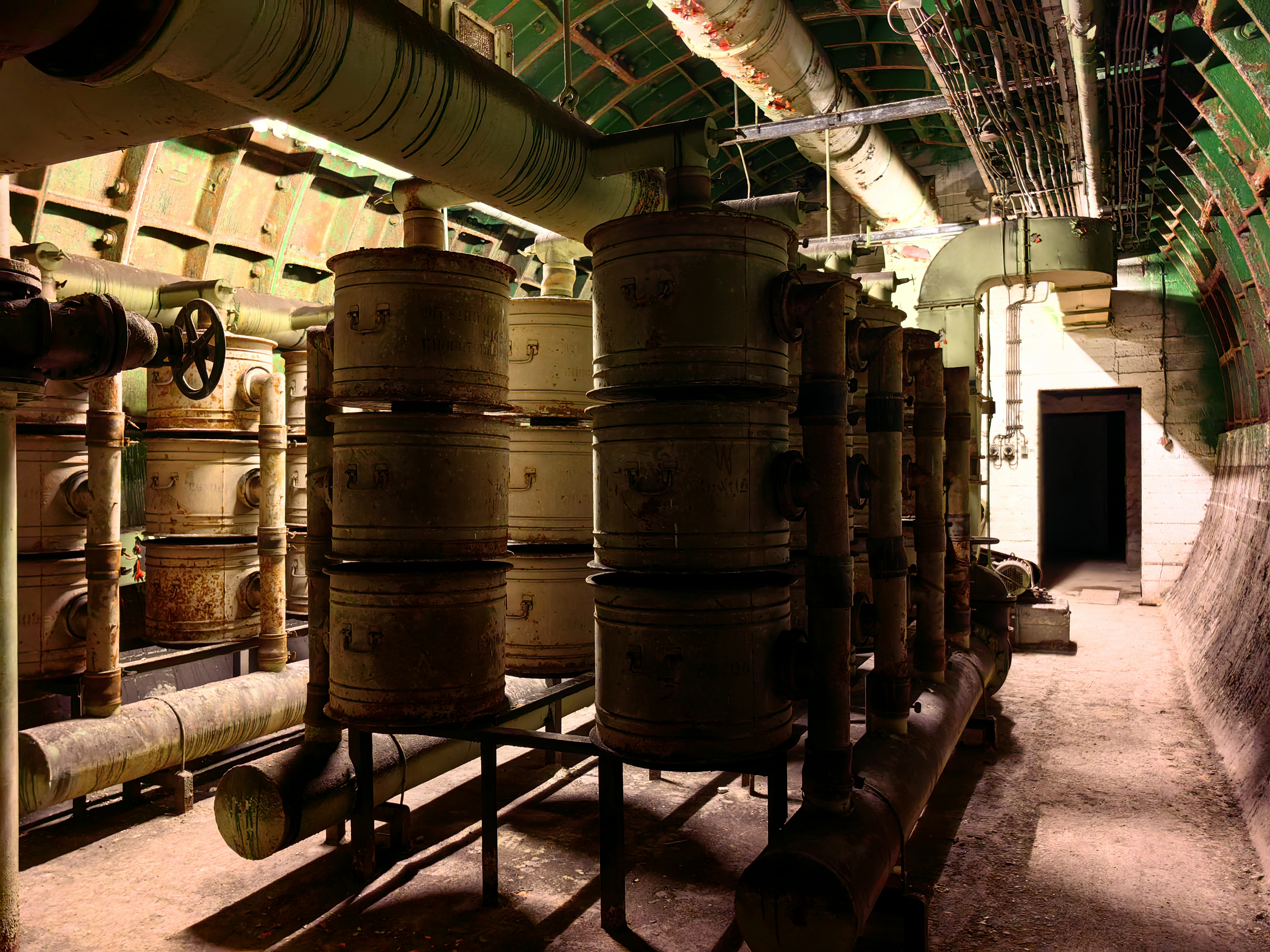
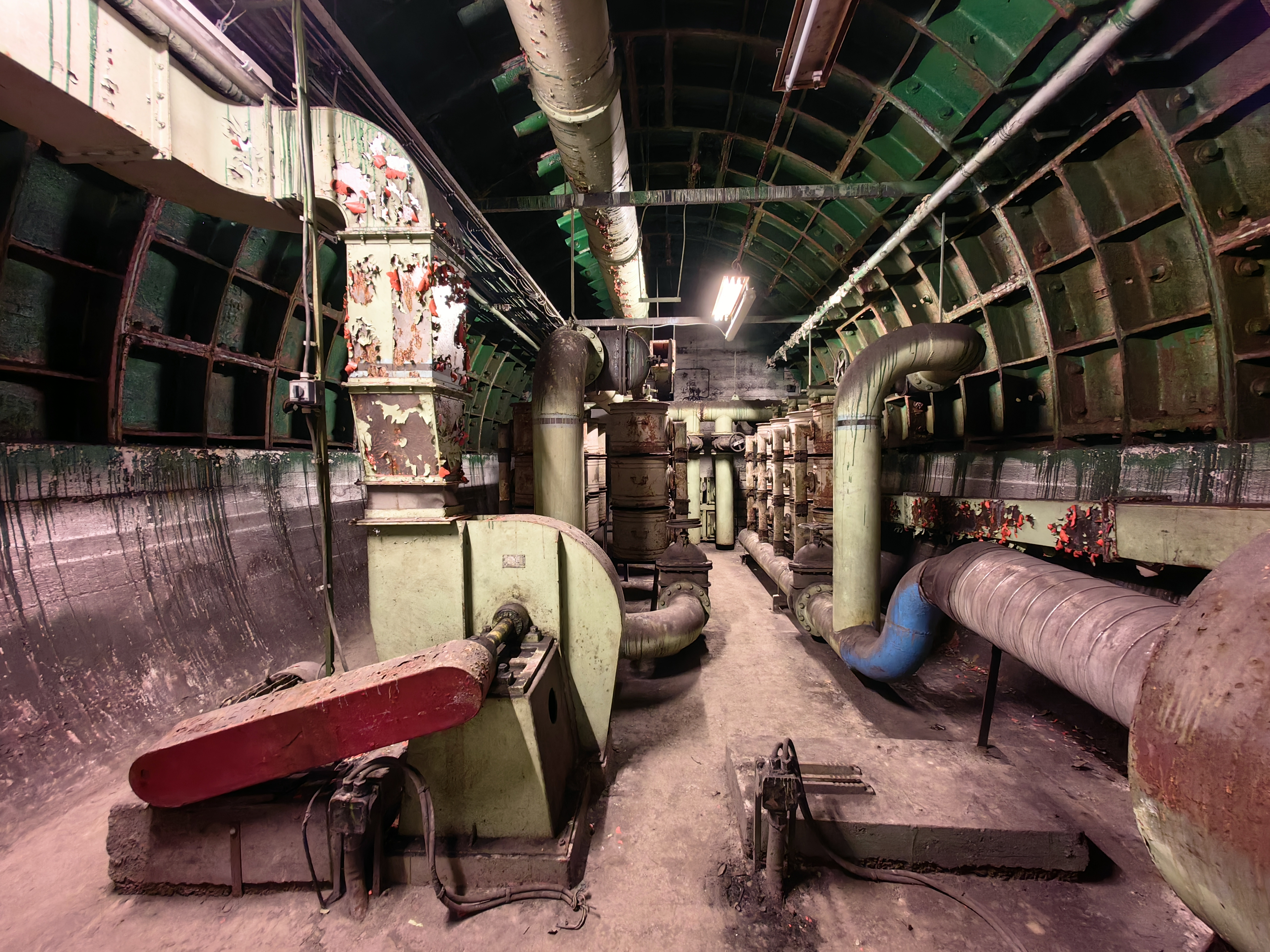
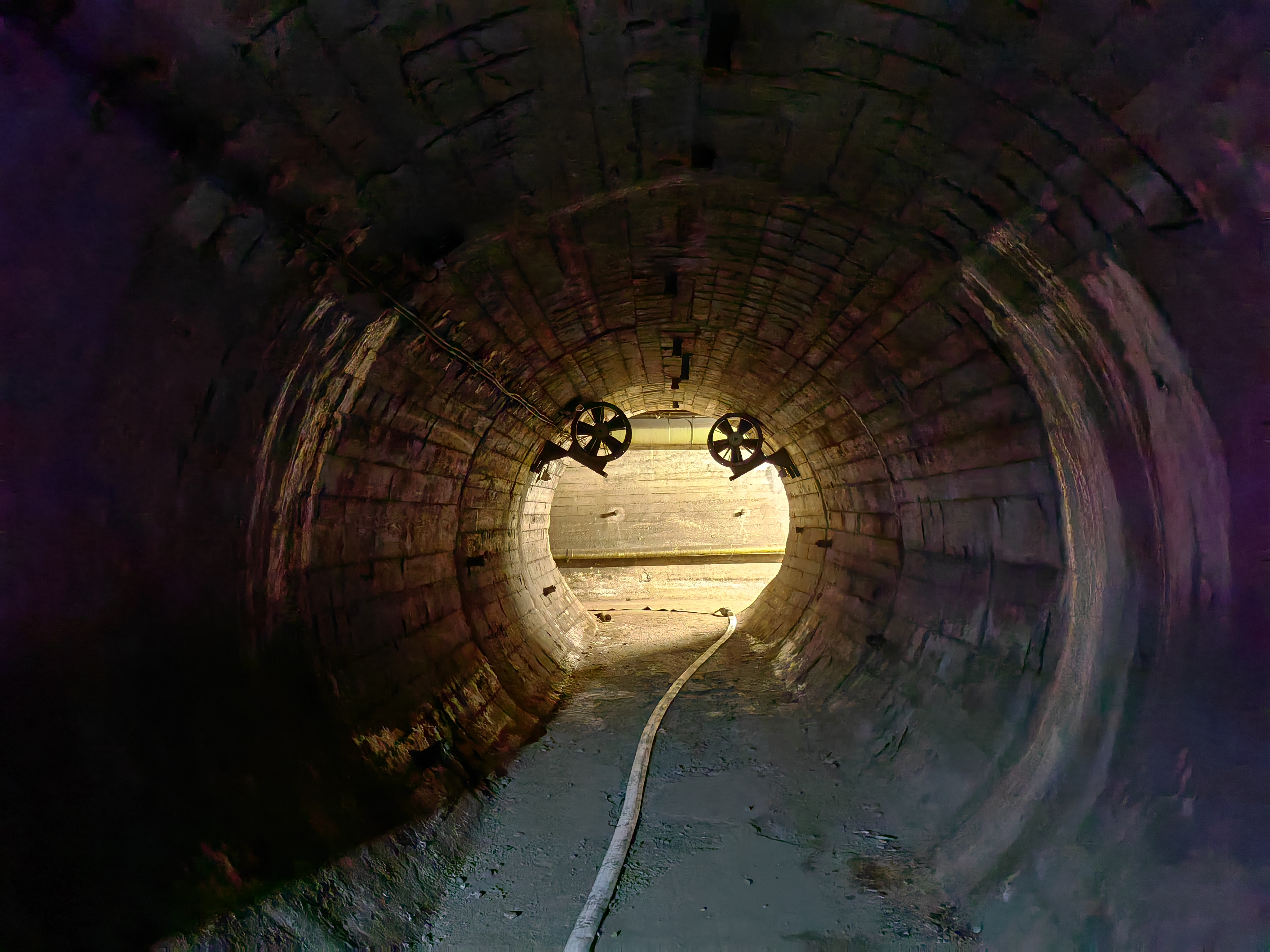
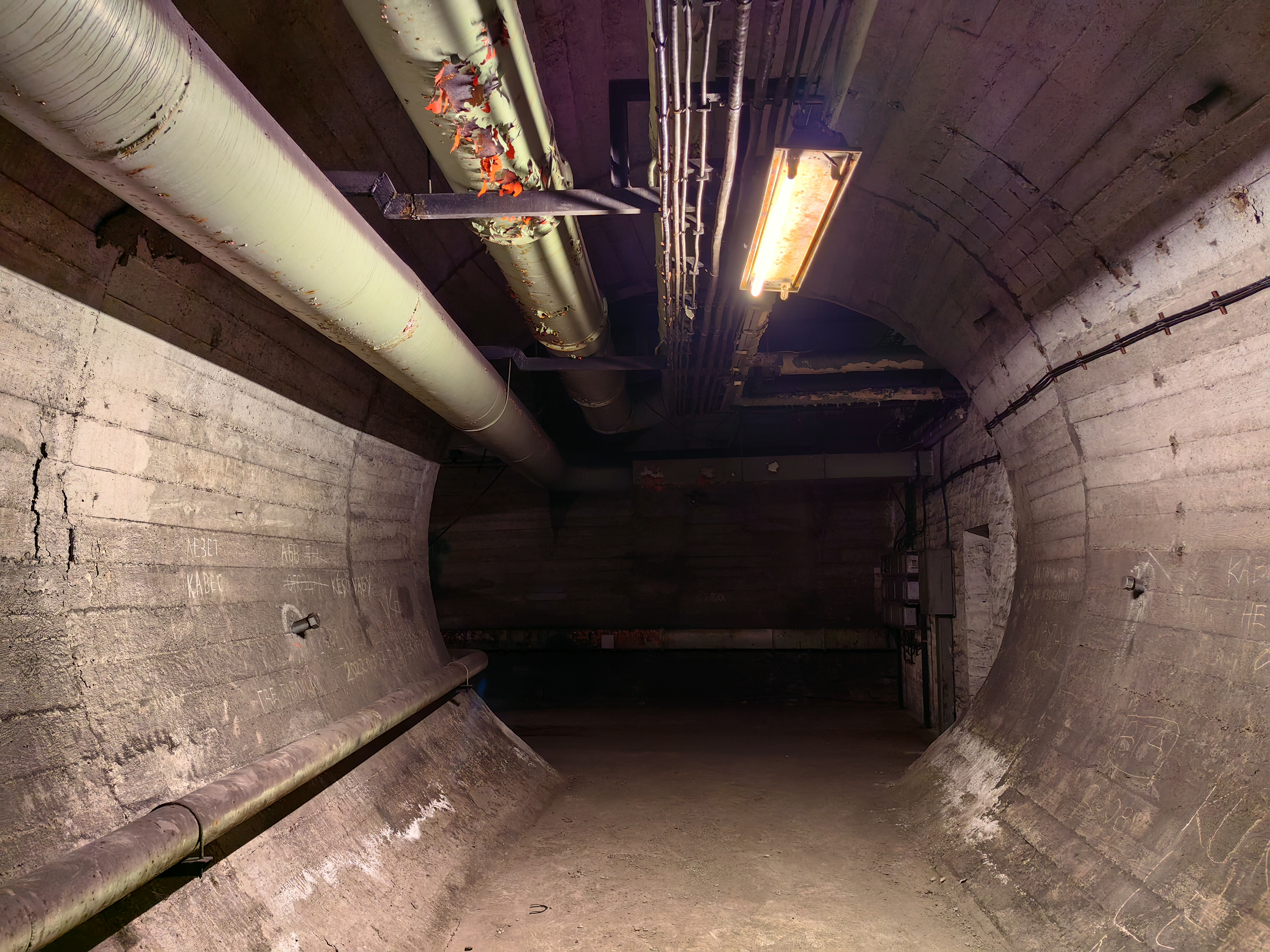
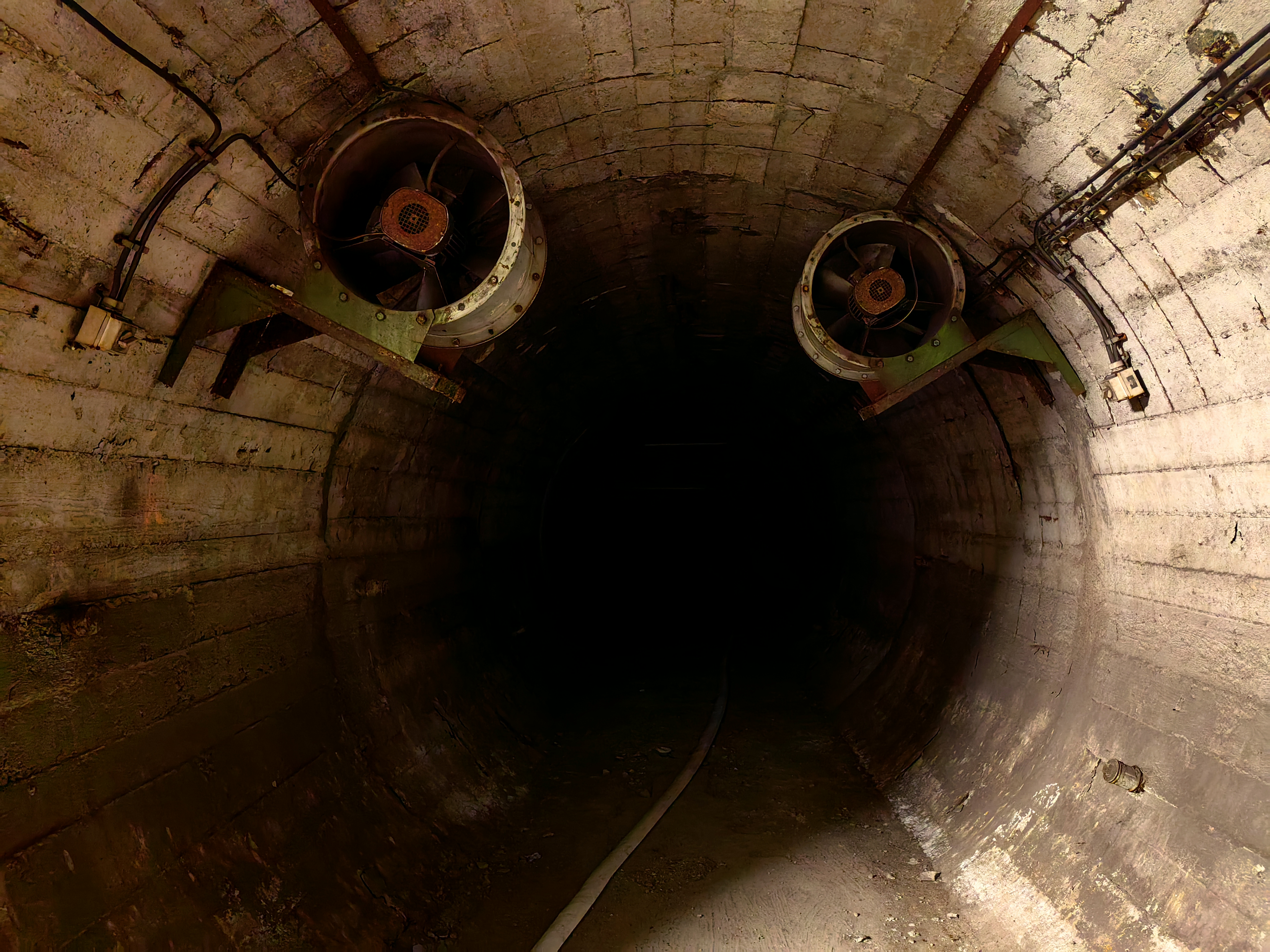
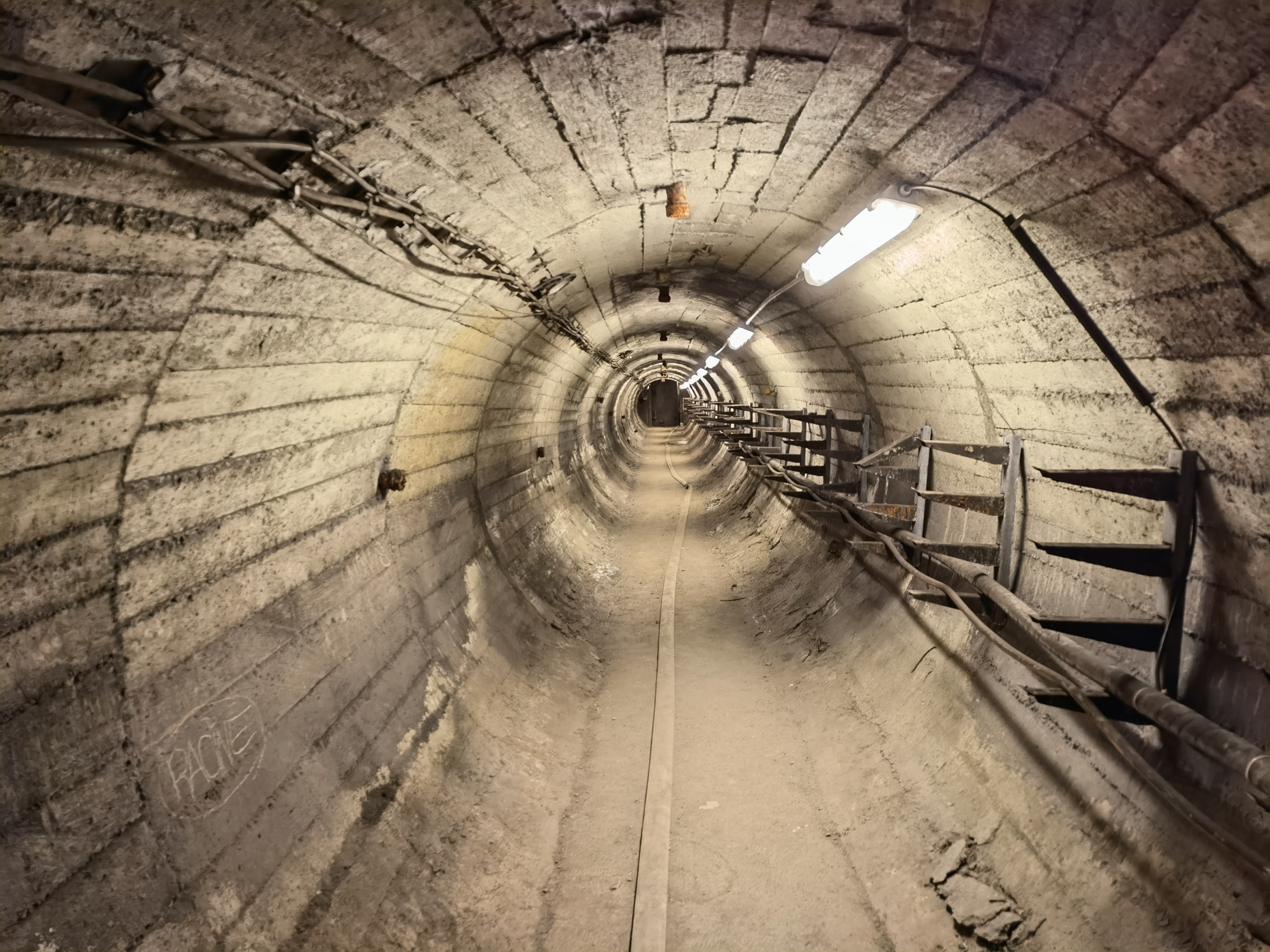